# الشعراء (رصد)

تعديل مصدري - تعديل

الشعراء هي إحدى قرى عزلة القارة بمديرية رصد التابعة لمحافظة أبين، بلغ تعداد سكانها 128 نسمة حسب تعداد اليمن لعام 2004.